# Donacia caerulea
Donacia caerulea är en skalbaggsart som beskrevs av Olivier 1795. Donacia caerulea ingår i släktet Donacia och familjen bladbaggar. Inga underarter finns listade i Catalogue of Life.